# Přestupní uzel Hulváky

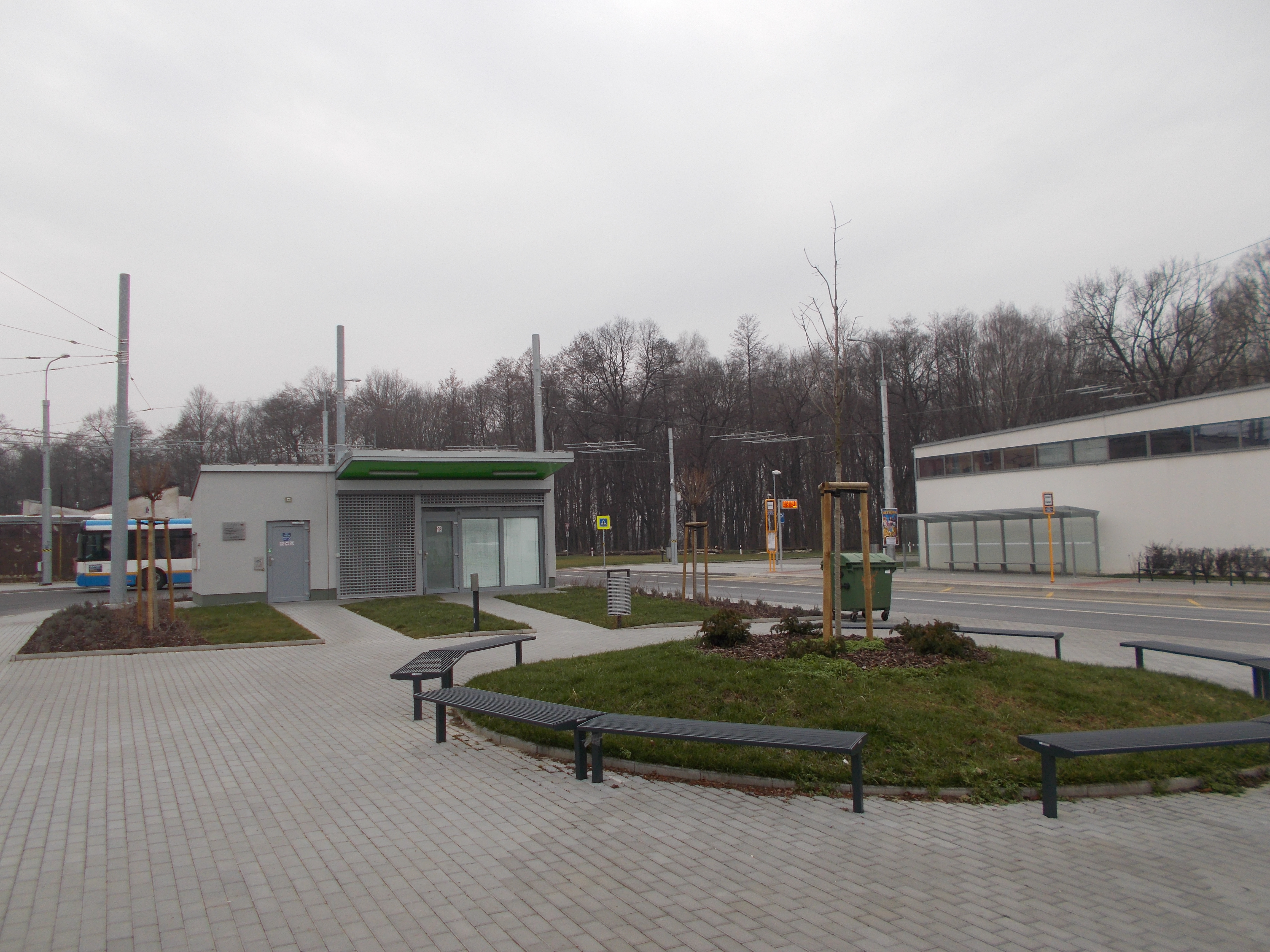
Přestupní uzel Hulváky

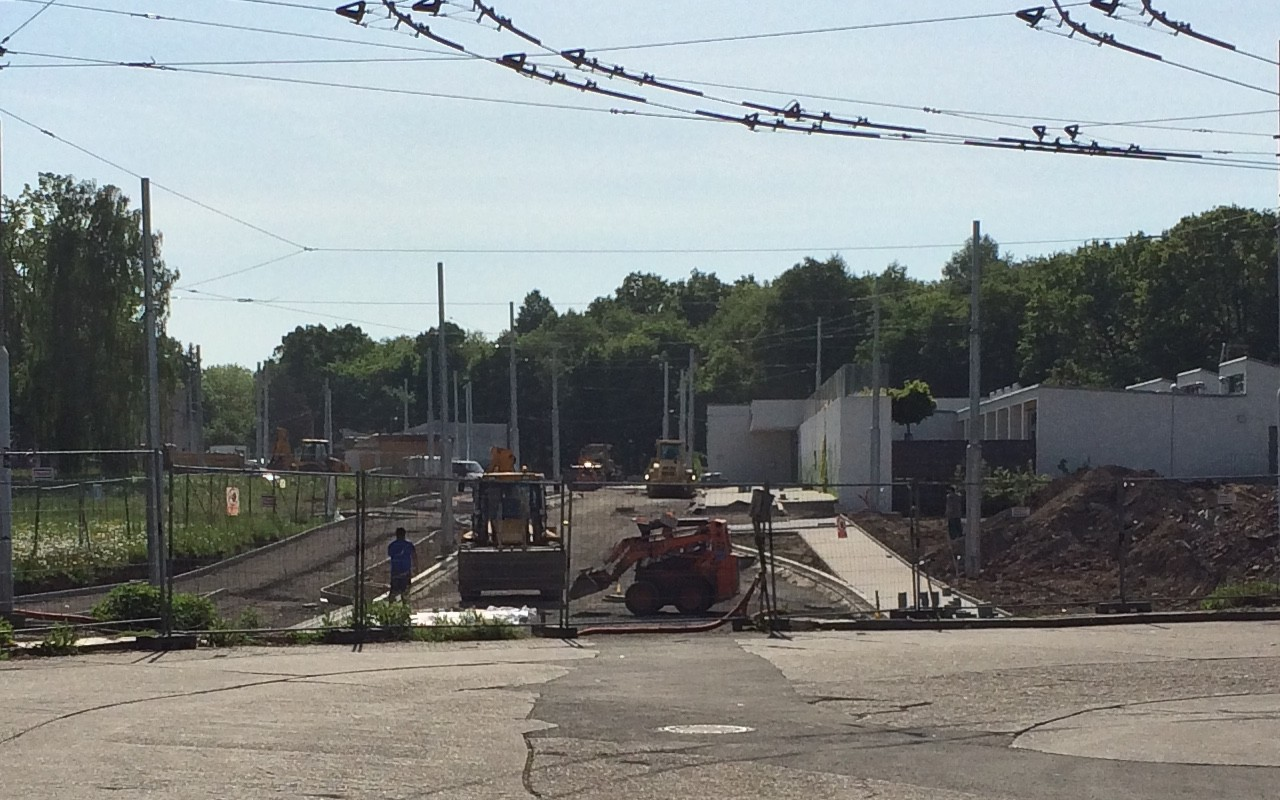
Terminál Hulváky během stavby

Přestupní uzel Hulváky je dopravní terminál v ostravské místní části Hulváky. Jeho otevření proběhlo 5. července 2015.
Plány na nový dopravní terminál byly veřejně představeny 5. června 2013. Přestupní uzel byl vybudován na ploše poblíž stávající tramvajové zastávky Hulváky. Projekt zahrnoval novou smyčku pro autobusy a trolejbusy, měnírnu a sociální zázemí pro řidiče a cestující. Součástí stavby také byla rekonstrukce přilehlých místních komunikací a napojení dosud slepých uliček na ulici 28. října.
Realizaci vyhrála společnost Strabag, která od dubna 2014 prováděla stavební práce. Z důvodu (pro stavitele) neočekávaného nálezu stavební suti byly v srpnu 2014 práce přerušeny až do března 2015. Do zkušebního provozu byl otevřen 5. července 2015, dokončen byl na konci srpna téhož roku.
Celkové náklady dosáhly 70,5 milionu korun. Město plánuje realizaci i druhé etapy.